# Título Honorífico de Prestígio
O Título Honorífico de Prestígio (em chinês:  榮譽獎狀) é uma condecoração macaense estabelecida em 2001 e atribuída aos indivíduos não residentes de Macau pelo governo do território, em reconhecimento às contribuições significativas e progresso social para a Região Administrativa Especial de Macau.

## Lista de galardoados
| Ano  | Galardoados                        |
| ---- | ---------------------------------- |
| 2001 | Zhou Chao Chen                     |
| 2001 | Zhou Ligao                         |
| 2002 | Doming Lam                         |
| 2002 | Xiao Wai Yun                       |
| 2003 | Eiichi Sannakanishi                |
| 2003 | Amândio Félix Cabeleira            |
| 2003 | Vicente José Guerreiro Serafim     |
| 2004 | David Tavares Lopes                |
| 2005 | Alan John Hackett                  |
| 2005 | Saba Payman                        |
| 2006 | Kenta Ando                         |
| 2006 | Shim Yang-Bo                       |
| 2006 | Fumihiro Sakakibara                |
| 2006 | Mohammadreza Rashidnia             |
| 2007 | Tang Zesheng                       |
| 2007 | Anthony Francis Fernandes          |
| 2007 | Maria Antónia Nicolau Espadinha    |
| 2008 | Joël Daniel Robuchon               |
| 2009 | Ren Jinfang                        |
| 2009 | Li Haiying                         |
| 2010 | Sun Shabo                          |
| 2010 | Xu Aoao                            |
| 2011 | Richard Stuart Moffatt             |
| 2012 | Chan Shuk Leung                    |
| 2012 | Liu Gangqi                         |
| 2012 | Chang Shih-Hsien                   |
| 2012 | Barry John Bland                   |
| 2012 | Fundação Espacial da China         |
| 2014 | Li Pak Ho                          |
| 2015 | Autoridade Hospitalar de Hong Kong |
| 2016 | Lew Hwan Kyu                       |
| 2017 | Loreto de Guia Mijares Jr.         |
| 2018 | Ma Hok Cheung                      |
| 2018 | Vítor Paulo da Costa Sereno        |
| 2018 | Liu Liang                          |